# Nishijima Hiroyuki
Hiroyuki Nishijima (sinh ngày 7 tháng 4 năm 1982) là một cầu thủ bóng đá người Nhật Bản.

## Sự nghiệp câu lạc bộ
Hiroyuki Nishijima đã từng chơi cho Sanfrecce Hiroshima, Vissel Kobe, Consadole Sapporo, Tokushima Vortis, Yokohama FC và Giravanz Kitakyushu.